# Schnepfenfliegen
Die Schnepfenfliegen (Rhagionidae) sind eine Familie der Zweiflügler (Diptera) und werden den Fliegen (Brachycera) zugeordnet. Weltweit sind 750 Arten dieser mittelgroßen Fliegen bekannt, davon knapp 40 in Deutschland und 90 in Europa. Aus der Gruppe der Schnepfenfliegen wurden 1973 die sehr ähnlichen Angehörigen der Ibisfliegen (Athericidae) in eine eigene Familie ausgelagert.

## Merkmale
Die Fliegen sind sehr schlank und langbeinig. Auffällig ist der kräftige „Rüssel“, der der Nahrungsaufnahme dient. Der Hinterleib ist bei einigen der häufigeren Arten gelblich und dunkel gezeichnet. Die Mundwerkzeuge sind mit denen der Bremsen (Tabanidae) zu vergleichen und sehr scharf.

## Lebensweise
Die Schnepfenfliegen sind vor allem in Wäldern und an Waldrändern zu finden und sitzen oft mit abgespreizten Beinen und erhobenem Vorderkörper an Baumstämmen. Meistens weist der Kopf dabei nach unten, etwa bei Rhagio scolopacea. Sie ernähren sich meist von kleinen Insekten und nehmen wahrscheinlich auch Honigtau, Pollen und Pflanzensäfte auf. Die Arten der Gattung Symphoromyia und Spaniopsis saugen Blut bei Wirbeltieren und auch beim Menschen. Die Weibchen einiger ausländischer Arten ernähren sich auch ausschließlich von Nektar.

## Larvalentwicklung
Die Schnepfenfliegenweibchen legen ihre Eier in der Regel einzeln auf den Boden, in Mist oder morsches Holz. Die Larven sind langgestreckt und haben eine unvollständige Kopfkapsel sowie Mundhaken, die aus den Mandibeln und Maxillen gebildet werden. Der Körper ist mit schwachen Kriechwülsten ausgestattet. Sie leben am und im Boden, zwischen Moos, Laubstreu, in Mist sowie unter Rinde und ernähren sich meist von kleinen Insekten. Die Larven von Rhagio scolopaceus gehen gerne an Regenwürmer. Sie fressen wahrscheinlich auch zerfallende pflanzliche und tierische Stoffe. Die Puppen der Schnepfenfliegen leben im Boden. Die Überwinterung erfolgt meistens als Larve.

## Fossile Belege
Die ältesten fossilen Belege stammen aus jurassischen Formationen an verschiedenen Orten Zentralasiens und Chinas. Weitere mesozoische Belege gehen auf Funde in Sibirischem Bernstein zurück. Die weitaus meisten fossilen Schnepfenfliegen sind aus tertiären Bernsteinlagerstätten bekannt, insbesondere aus dem eozänen Baltischen Bernstein.

## Arten aus Deutschland
- Chrysopilus
  - Chrysopilus alpicola
  - Chrysopilus asiliformis
  - Chrysopilus aureus
  - Kronen-Schnepfenfliege (Chrysopilus cristatus)
  - Chrysopilus erythrophthalmus
  - Chrysopilus flaveolus
  - Chrysopilus helvolus
  - Baum-Schnepfenfliege (Chrysopilus laetus)
  - Chrysopilus luteolus
  - Chrysopilus maerens
  - Chrysopilus nigricauda
  - Chrysopilus nubecula
  - Chrysopilus pullus
  - Chrysopilus splendidus
- Ptiolina
  - Ptiolina cinereofasciata
  - Ptiolina obscura
  - Ptiolina paradoxa
- Rhagio
  - Rhagio annulatus
  - Rhagio atlanticus
  - Rhagio cingulatus
  - Rhagio conspicuus
  - Rhagio flavicornis
  - Rhagio freyae
  - Rhagio immaculatus
  - Rhagio latipennis
  - Rhagio lineola
  - Rhagio maculatus
  - Rhagio montanus
  - Rhagio notatus
  - Gemeine Schnepfenfliege (Rhagio scolopaceus)
  - Rhagio strigosus
  - Goldgelbe Schnepfenfliege (Rhagio tringarius)
  - Schwarzfüßige Schnepfenfliege (Rhagio vitripennis)
- Spania
  - Spania nigra
- Symphoromyia
  - Symphoromyia crassicornis
  - Symphoromyia immaculata
  - Symphoromyia melaena

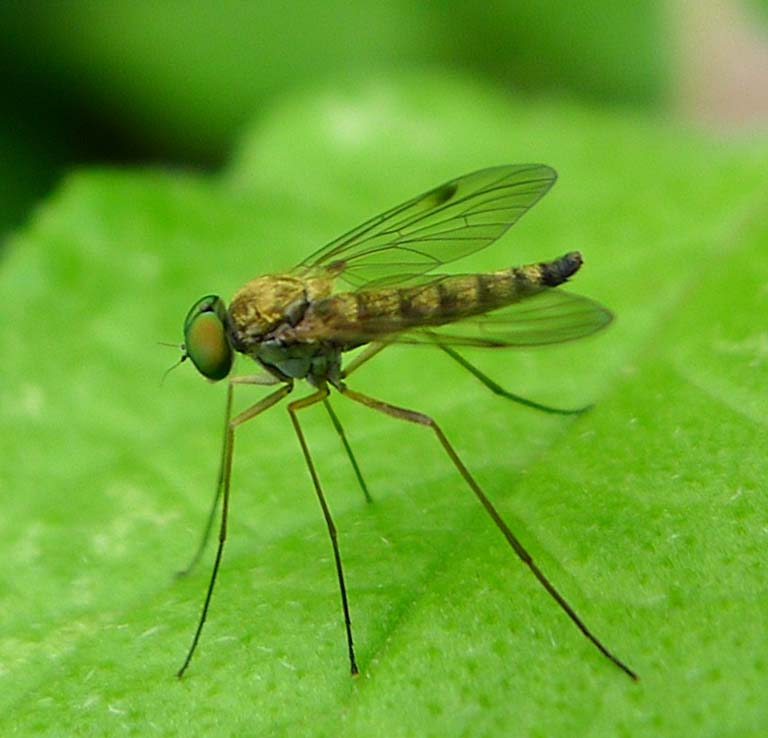
Chrysopilus asiliformis
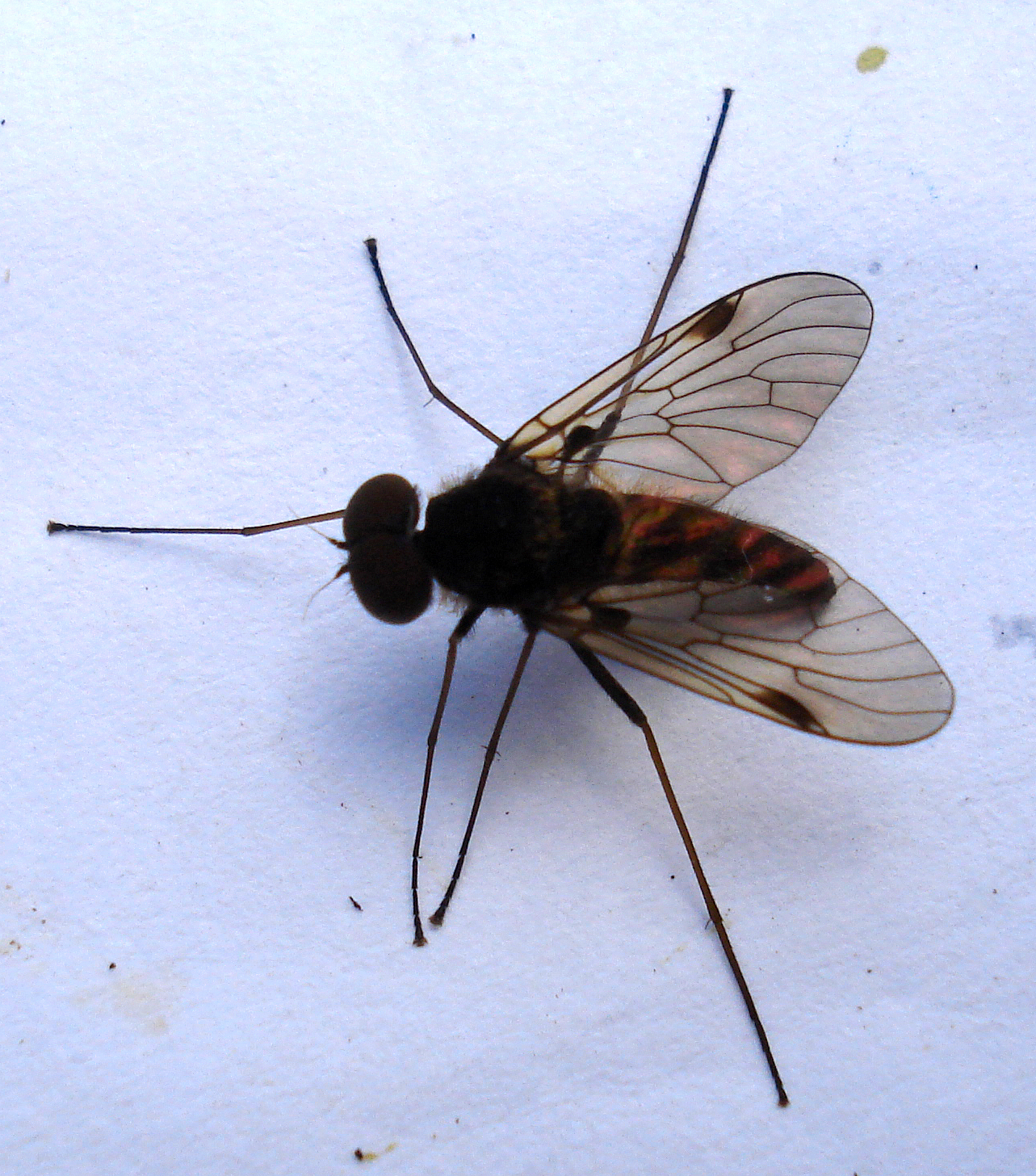
Chrysopilus cristatus
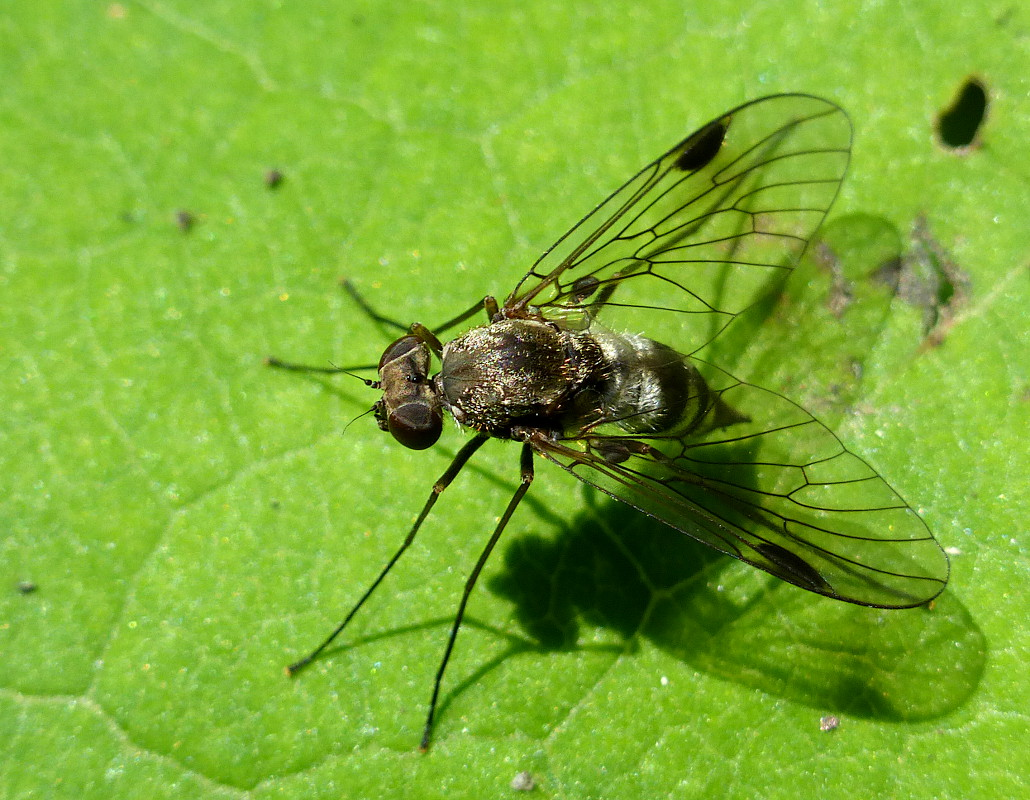
Chrysophilus erythrophthalmus
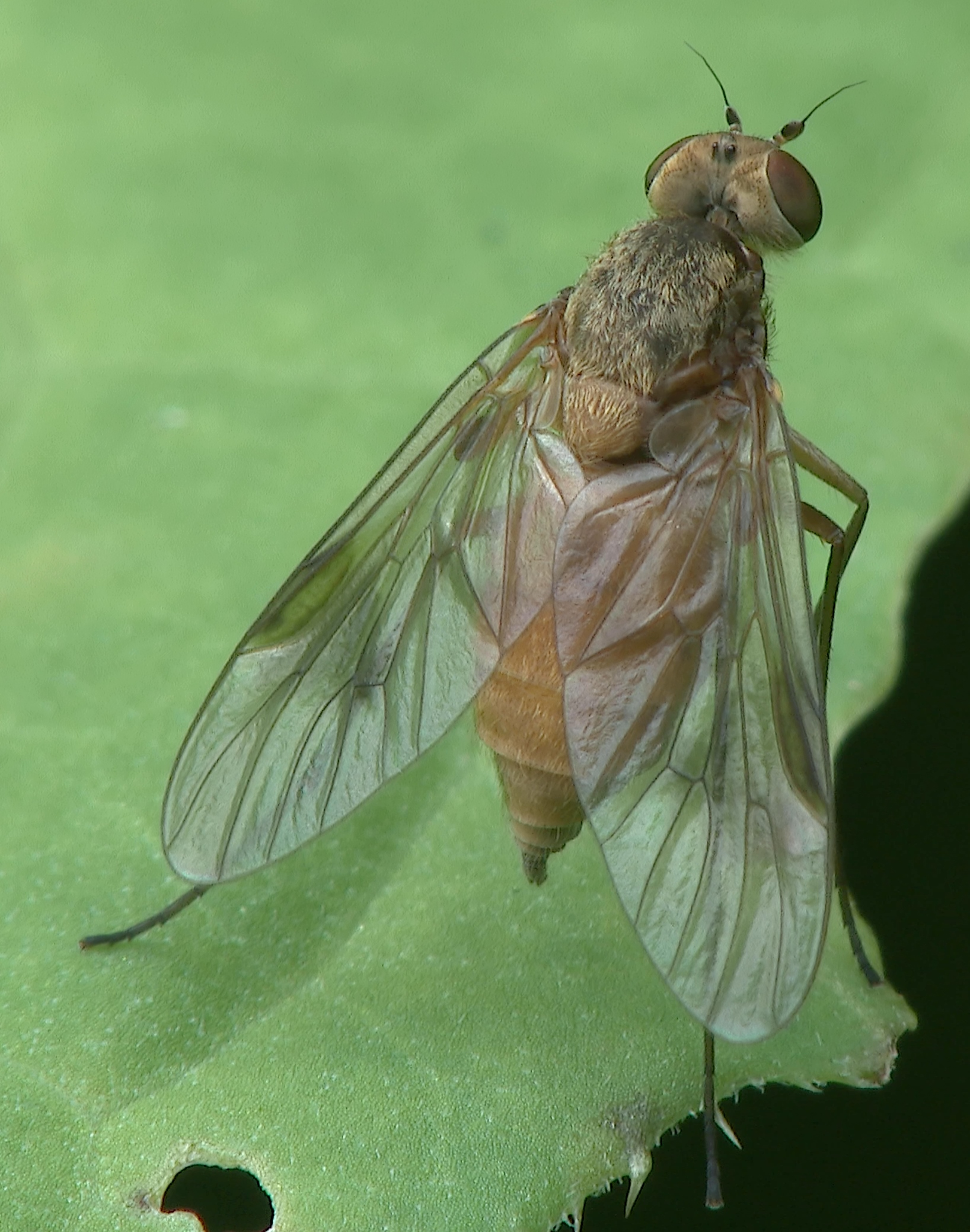
Chrysopilus laetus
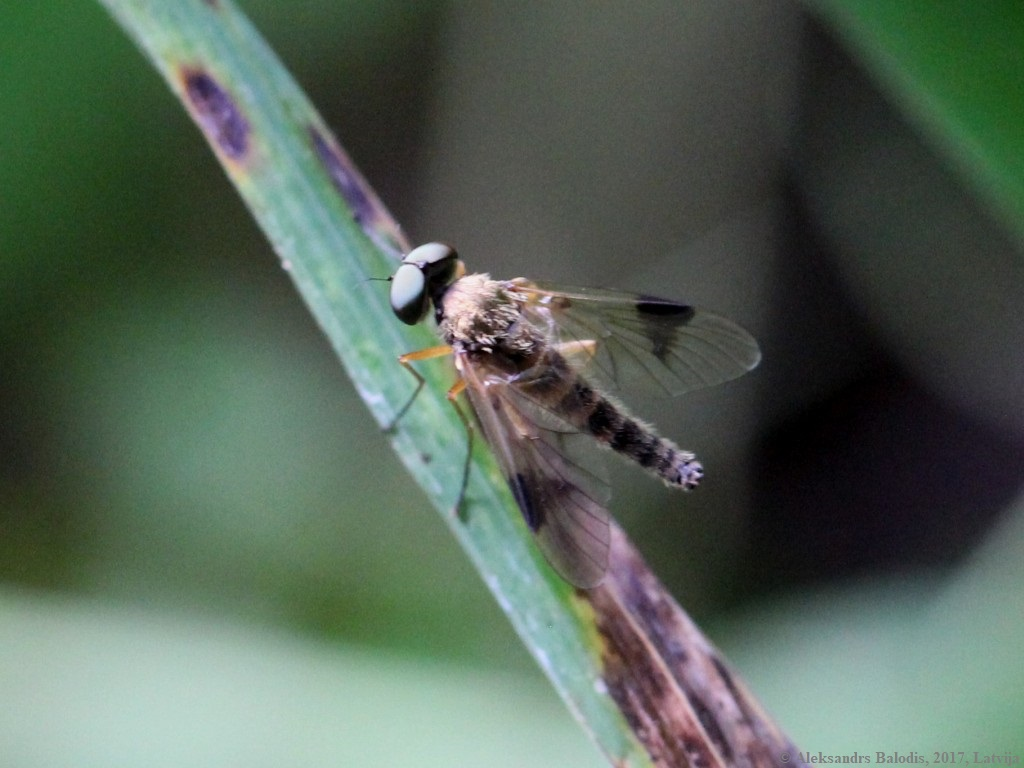
Chrysopilus nubecula
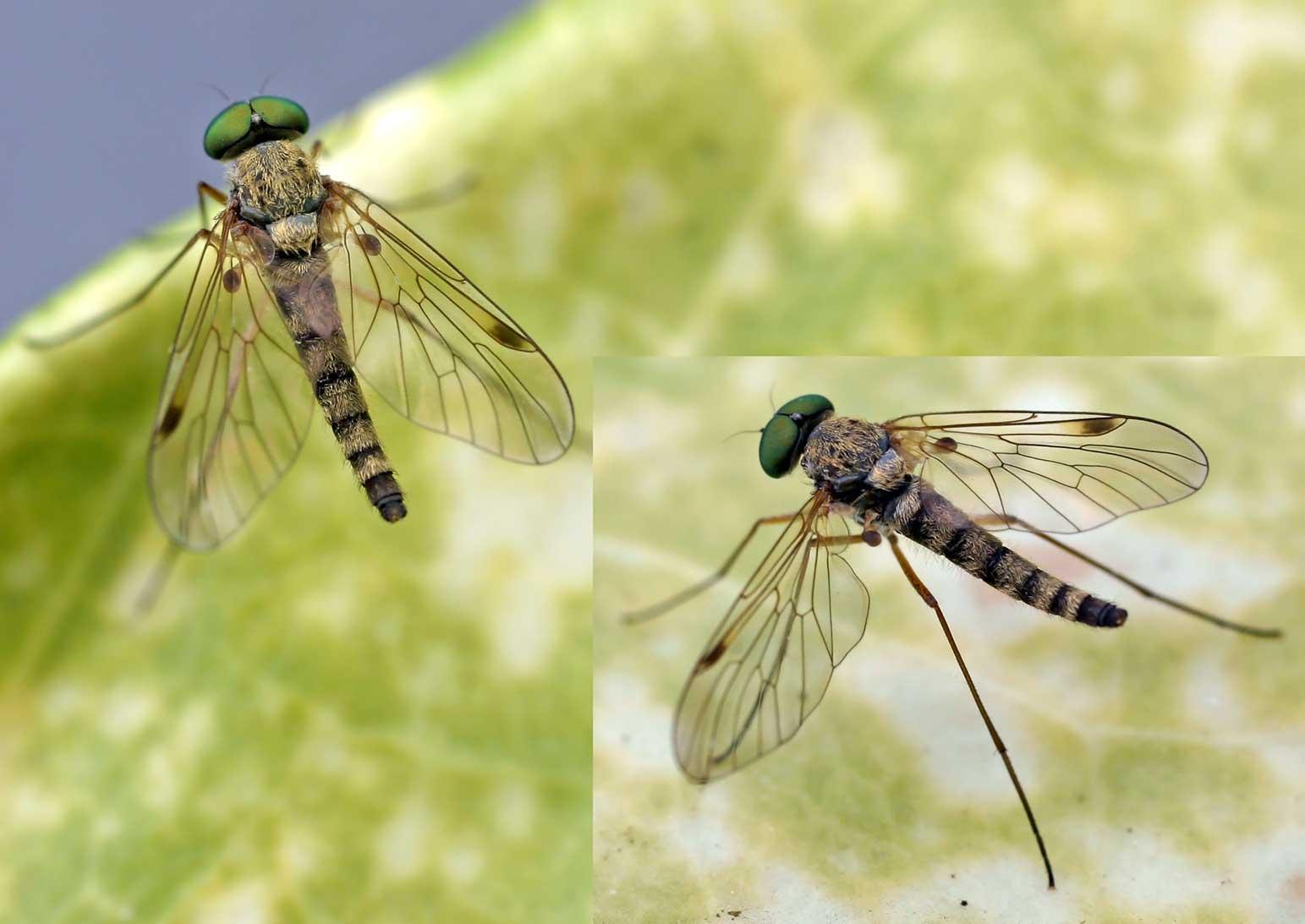
Chrysopilus splendidus
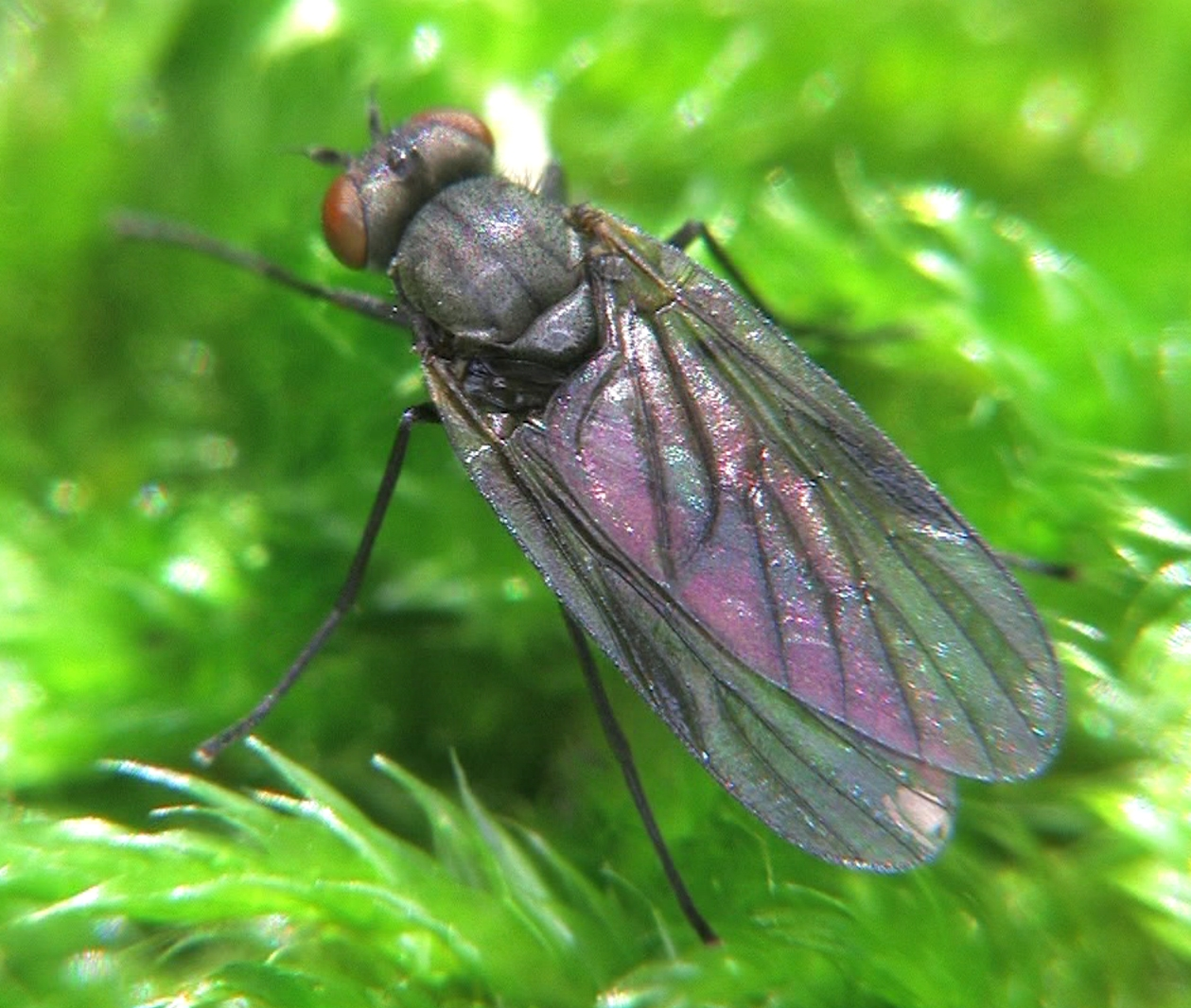
Ptiolina sp.
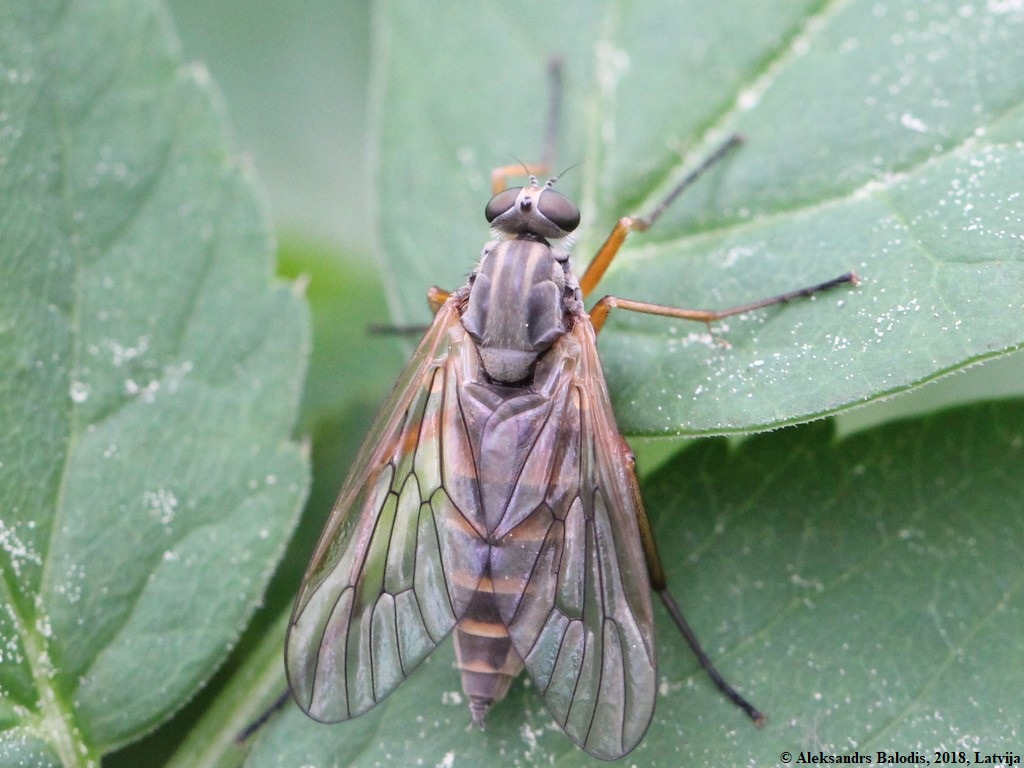
Rhagio annulatus
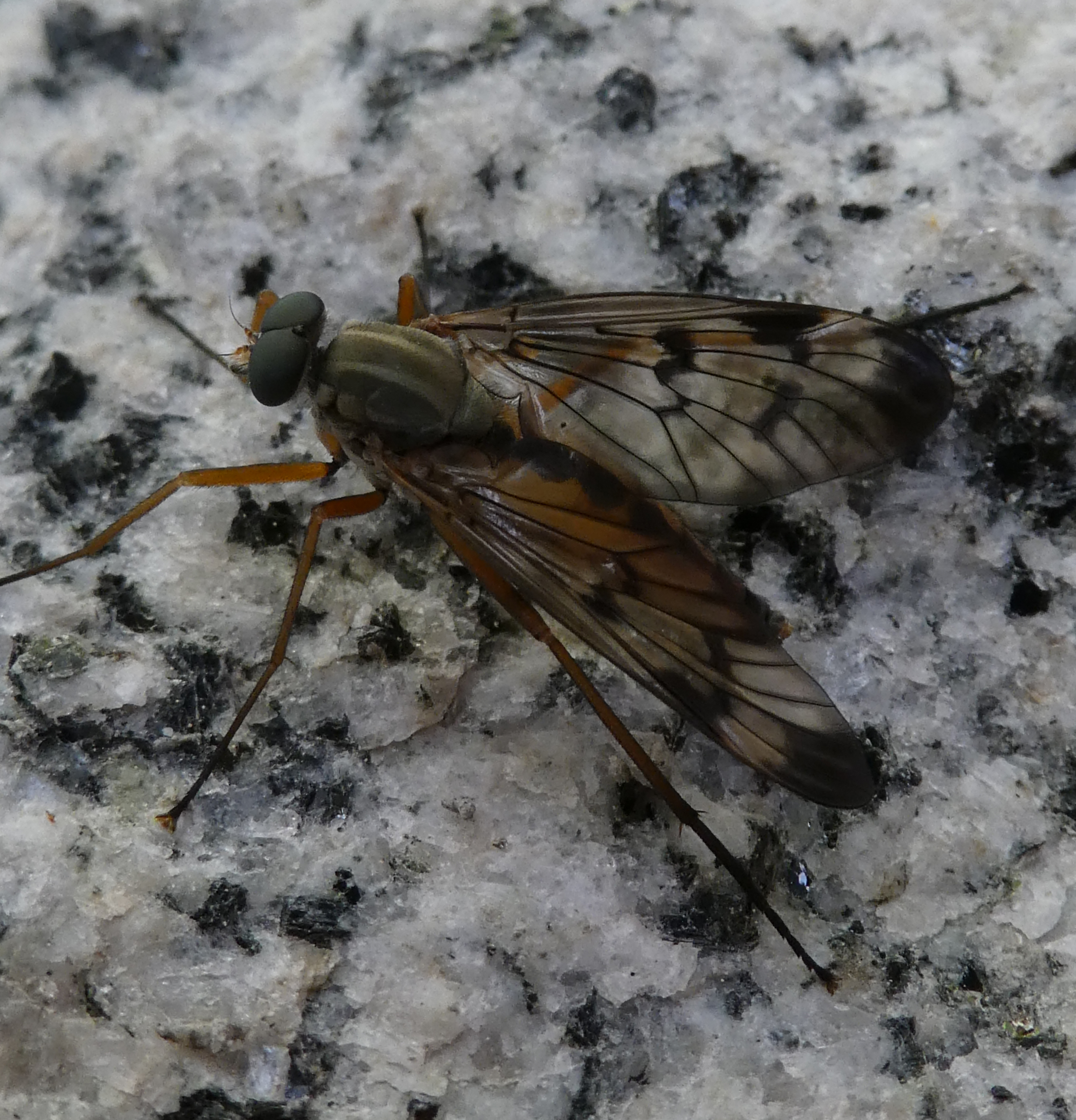
Rhagio latipennis
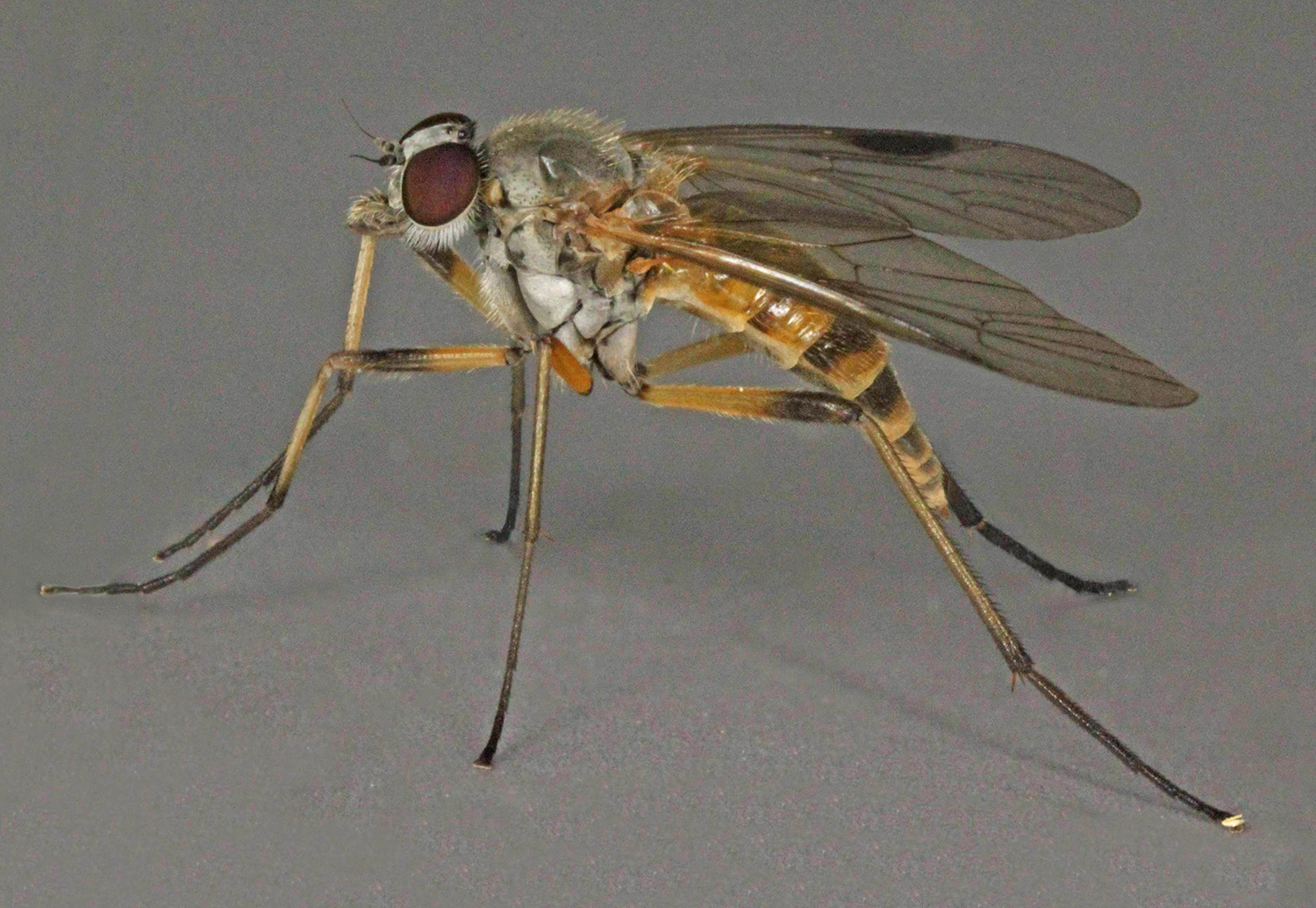
Rhagio lineola
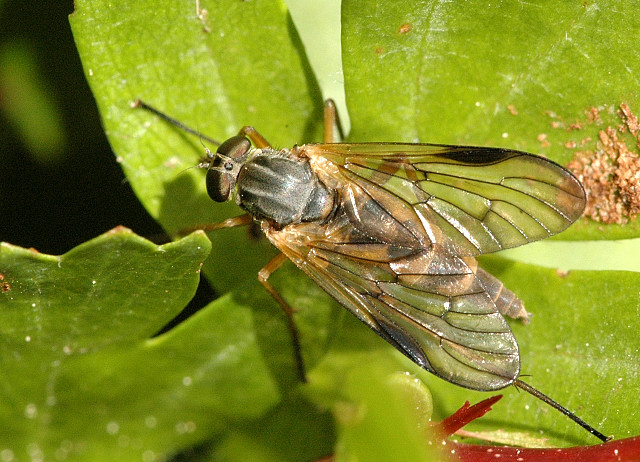
Rhagio notatus
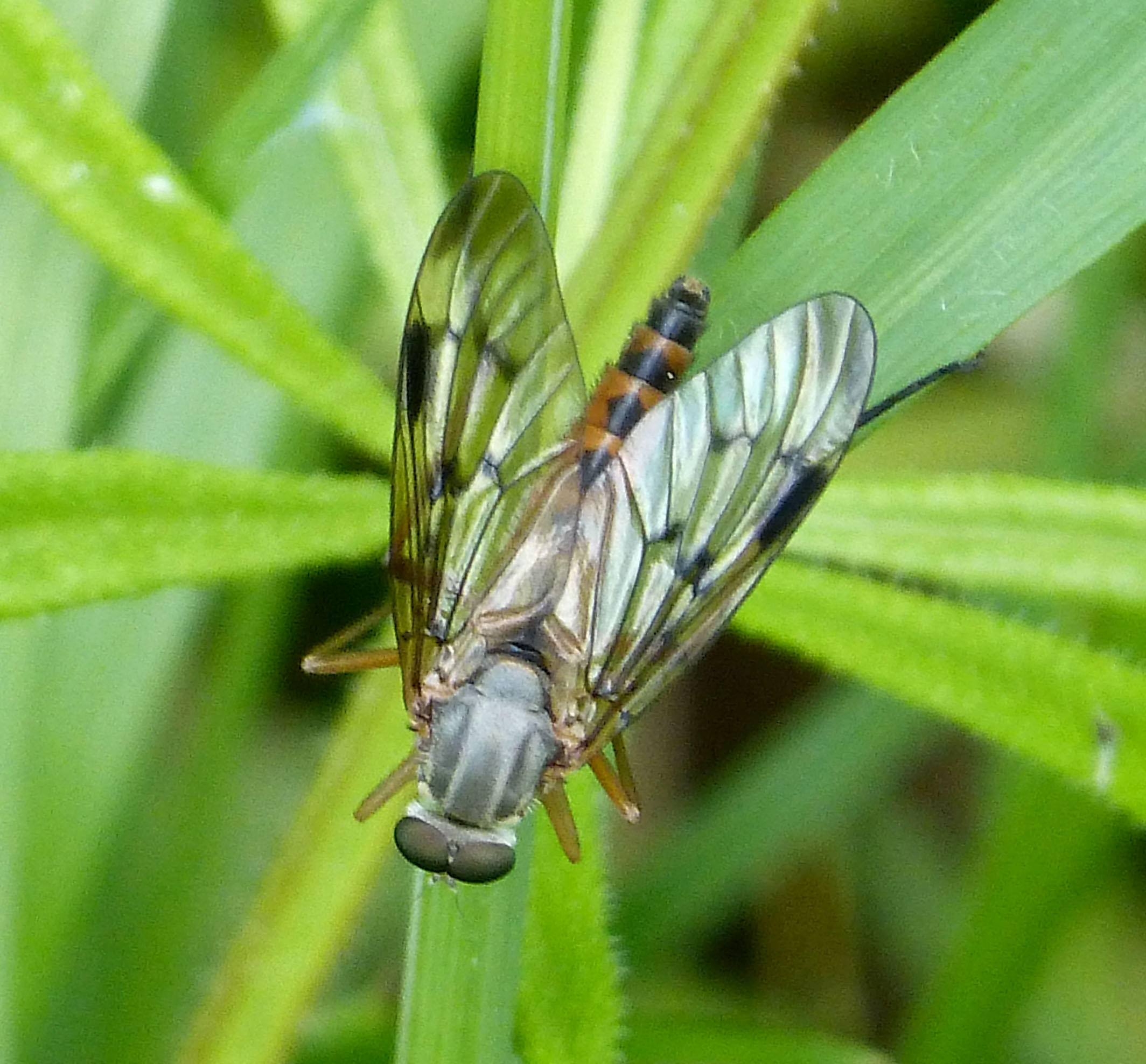
Rhagio scolopaceus
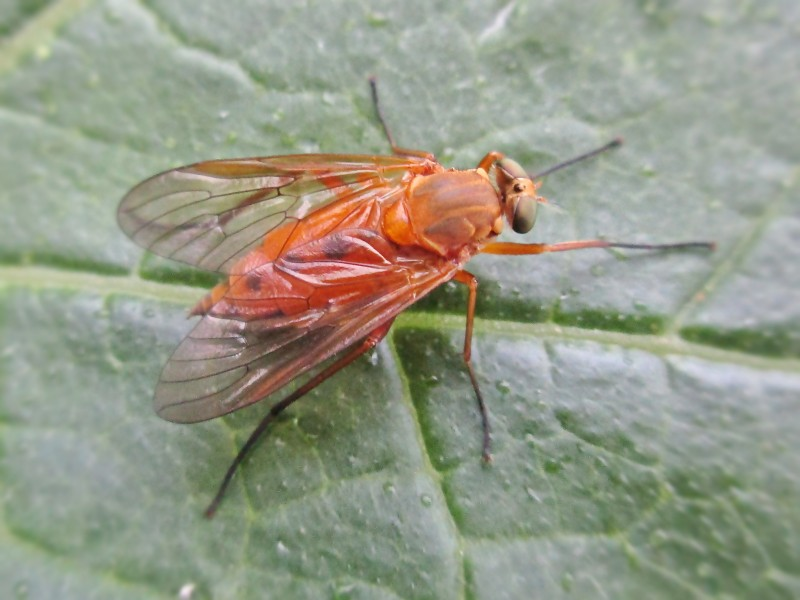
Rhagio tringarius
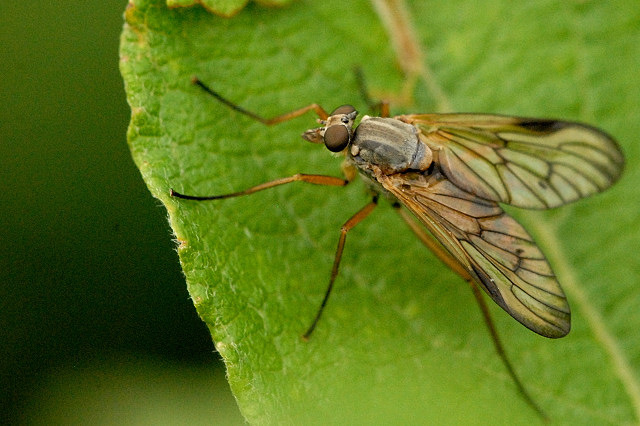
Rhagio vitripennis
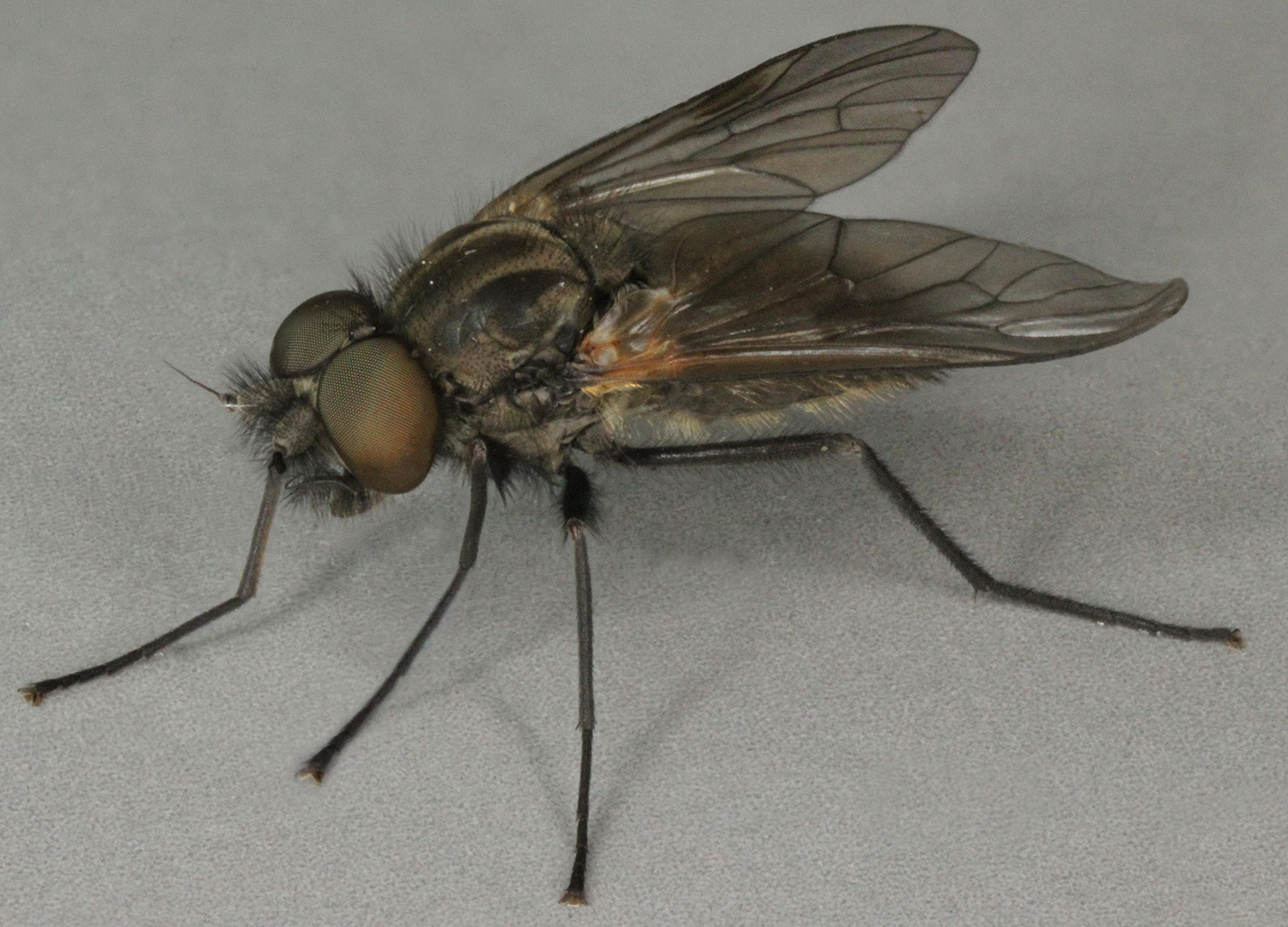
Symphoromyia crassicornis
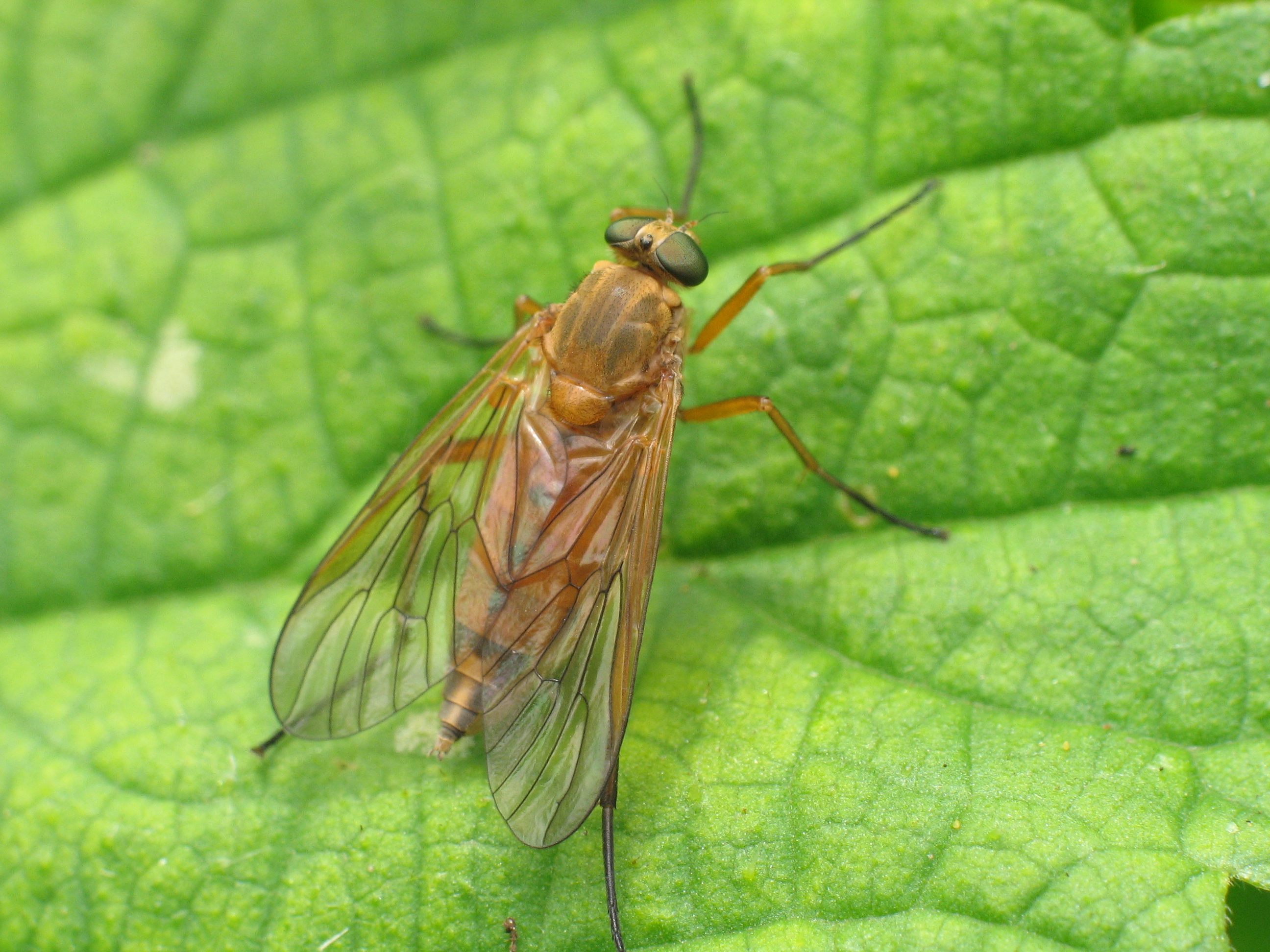
Symphoromyia immaculata